# 1-ша гвардійська стрілецька дивізія (СРСР)
1-ша гвардійська Московсько-Мінська ордена Леніна, Червонопрапорна, орденів Суворова, Кутузова 2-го ступеня стрілецька дивізія (1 гв. СД) — з'єднання (моторизована стрілецька дивізія) піхоти Червоної Армії СРСР. Брала участь у німецько-радянській війні.
Після війни переформована на 1-шу гвардійську мотострілецьку дивізію.

## Історія
Формування Московської Пролетарської стрілецької дивізії було розпочато 26 грудня 1926 року наказами Революційна військова рада СРСР № 759/143 та МВО № 440/114сс. 1-й стрілецький полк створено на базі 1-го Московського окремого стрілецького полку, 2-й стрілецький полк — на базі окремого навчального стрілецького батальйону при Вищих тактичних курсах «Постріл», 3-й стрілецький полк — на базі 1-го окремого місцевого стрілецького батальйону з охорони 1-го будинку РВР СРСР та 20-го окремого місцевого стрілецького батальйону.
1 жовтня 1927 року перетворена на територіальну дивізію.
1 січня 1930 року переформована на кадрову дивізію.
21 травня 1936 року за загальною уніфікацією номерів стрілецьких дивізій перейменована на 1-шу Московську Пролетарську стрілецьку дивізію.
22 квітня 1938 року наказом НКО № 97 перейменована на 1-шу Московську стрілецьку дивізію.
7 вересня 1939 року на базі дивізії розгортаються три дивізії — формуються 115-та і 126-та стрілецькі дивізії, а на базі 6-го стрілецького полку розгортається нова 1-ша стрілецька дивізія, яка 7 грудня 1939 року відповідно до директиви НКО № 4/2/54081 переформовується на 1-шу моторизовану дивізію.
Під час Німецько-радянської війни дивізія брала участь у боях на західному напрямку, під Сумами, у Московській битві, Ржевсько-Сичовській, Орловській, Брянській, Городокській, Білоруській, Гумбінненській та Східно-Прусській наступальних операціях.
18 серпня 1941 року перейменована на 1-шу танкову дивізію.
21 вересня 1941 року наказом НКО № 311 за бойові заслуги особового складу надано почесне звання Гвардійська та перетворена на 1-шу гвардійську мотострілецьку дивізію.
У січні 1943 переформована на 1-шу гвардійську Московську стрілецьку дивізію.
За операцію з визволення Мінська 13 липня 1944 року дивізія отримала найменування «Мінська».
14 листопада 1944 року за прорив оборони й вторгнення в межі Східної Пруссії з доблестю і геройством дивізія була нагороджена орденом Леніна.
28 травня 1945 року за героїзм і мужність при штурмі Кенігсберга дивізія була нагороджена орденом Кутузова II ступеня.
Після війни переформована на 1-шу гвардійську мотострілецьку дивізію.

## Командири
За даними сайту rkka.ru:
- Михайловський Георгій Дмитрович (26.12.1926 — 20.06.1930)
- Бєлий Семен Осипович (в.о. 20.06.1930 — 01.07.1930)
- Кулик Григорій Іванович (01.07.1930 — 14.10.1930)
- Артеменко Микола Пилипович (15.10.1930 — 01.11.1931)
- Хмельницький Рафаїл Павлович (15.11.1931 — 11.1934)
- Кукша Олександр Федорович (в.о. 11.1934 — 20.12.1934)
- Петровський Леонід Григорович, комдив (20.12.1934 — 05.1937)
- Морозов Василь Іванович, комдив (04.06.1937 — 14.08.1939)
- Бірічев Іван Іванович, полковник (19.08.1939 — 23.06.1940)
- Лелюшенко Дмитро Данилович, генерал-майор (23.06.1940 — 10.03.1941)
- Крейзер Яків Григорович, полковник (11.03.1941 — 12.07.1941)
- Глуздовський Володимир Олексійович, полковник (в.о. з 12.07.1941)
- Михайловський Дмитро Федорович, майор (в.о. 26.07.1941 — 01.08.1941)
- Крейзер Яків Григорович, полковник (01.08.1941 — 18.08.1941; з 07.08.1941 — генерал-майор)
- Лізюков Олександр Ілліч, полковник, гвардії полковник (18.08.1941 — 10.01.1942)
- Новиков Тимофій Якович, гвардії полковник (1941 и 1942)
- Іовлев Сергій Іванович, гвардії генерал-майор (1941—1942)
- Афонін Павло Іванович, гвардії полковник (08.01.1942 — 24.02.1942)
- Ревякін, гвардії генерал-майор (1942)
- Кропотін, гвардії полковник (1942—1944; з січня 1943 — гвардії генерал-майор)
- Толстиков Павло Федорович, гвардії полковник (1944—1945; з квітня 1945 — гвардії генерал-майор)

## Воїни дивізії
- Патолічев Микола Семенович — 1937 рік, помічник начальника хімічної служби

## Відзнаки
- Орден Червоного Прапора.
- Почесне найменування «Московська Пролетарська»
- Почесне найменування «Московська».
- Гвардійська.
- У липні 1944 року отримала почесне найменування «Мінська».
- Нагороджена орденами Леніна, Суворова 2-го ступеня, Кутузова 2-го ступеня.

## Пам'ять
- У Москві є площа Московсько-Мінської Дивізії.

## Факти
- Понад 19 000 військовиків дивізії нагороджені орденами та медалями, 15 отримали звання Героя Радянського Союзу.